# Купятичи
Купятичи (бел. Купяцічы) — деревня в Пинском районе Брестской области Белоруссии, в составе Городищенского сельсовета. Население — 671 человек (2019).

## География
Купятичи находятся в 9 км к северо-востоку от центра Пинска. Деревня стоит на правом берегу реки Ясельда, вокруг находится сеть мелиоративных каналов. К востоку и югу расположены территории республиканского заказника Средняя Припять. По южной окраине деревни проходит автодорога Р8 (Пинск — Лунинец) и ж/д ветка Пинск — Лунинец, ближайшая платформа Ясельда находится в 3 км к востоку в посёлке Городище. От автодороги Р8 в Купятичах ответвляется местная автодорога в агрогородок Оснежицы.

## История
Согласно церковному преданию, ещё в XII веке здесь существовала приходская церковь с приделом в честь святителя Николая Чудотворца, построенном в память спасения жителей села от моровой язвы
Первое письменное упоминание относится к XV веку. Со времени территориально-административной реформы середины XVI века в Великом княжестве Литовском Купятичи входили в состав Пинского повета Берестейского воеводства.
В 1628 году в селе был построен православный Купятицкий Введенский монастырь. В этом монастыре подвизался преподобномученик Макарий, игумен Пинский.
После второго раздела Речи Посполитой (1793) в составе Российской империи, поселение входило в состав Пинского уезда. В 1817 году в связи с малым количеством насельников закрыт Купятицкий монастырь.
По переписи 1886 года здесь было 56 дворов и 533 жителей. В 1892 году из дерева выстроено здание Николаевской церкви, сохранившееся до наших дней.
Согласно Рижскому мирному договору (1921) село вошло в состав межвоенной Польши. С 1939 года в составе БССР, с июля 1941 по июль 1944 года под оккупацией. За время оккупации в деревне было разрушено 160 домов и убит 41 человек. В июле 1944 года церковь св. Николая была значительно повреждена в ходе боёв. Храм был отремонтирован и в советское время не закрывался.

## Культура
- Дом культуры
- Музей ГУО «Купятичская средняя школа» Пинского района

## Достопримечательности
- Церковь св. Николая. Построена в 1892 году из дерева. Памятник архитектуры. Церковь включена в Государственный список историко-культурных ценностей Республики Беларусь[8] —  Историко-культурная ценность Республики Беларусь, шифр 112Г000565
- Могила жертв фашизма. В 1958 году установлена мемориальная плита[6].